# Anciloteri
L'anciloteri (Ancylotherium, 'bèstia ganxuda' en llatí) és un gènere extint de mamífer perissodàctil de la família dels calicotèrids. Fou un dels últims representants d'aquest grup i visqué entre fa 6,5 i fa 2 milions d'anys, des del Miocè fins al Plistocè. Els anciloteris eren parents d'animals que encara viuen avui en dia, com els rinoceronts, els tapirs i els cavalls.